# Wageningen Agricultural University Papers
Wageningen Agricultural University Papers (abreviado Wageningen Agr. Univ. Pap.) es una revista ilustrada con descripciones botánicas que es editada en Wageningen. Se publica desde el año 1984 hasta ahora.